# Seini
Seini (tysk: Leuchtenburg; ungarsk: Szinérváralja) er en by i distriktet  Maramureș i  Rumænien. Den administrerer to landsbyer, Săbișa ('Kissebespatak) og Viile Apei (Apahegy). Den blev officielt en by i 1989, som et resultat af Rumæniens landdistriktsreform.
Byen, der har 8.198 (2021) indbyggere, ligger 26 km nordvest for byen Baia Mare.

## Historie
Slottet Leuchtenburg  blev nævnt i dokumenter første gang i 1490.  I 1677 blev slottet og den omkringliggende landsby brændt ned af Tatarer, hvorved en stor del af befolkningen måtte flygte. Ifølge historiske optegnelser blev næsten hele befolkningen, som hovedsageligt bestod af ungarere, massakreret eller gjort til slaver i 1717. Senere bosatte rumænere sig her. I 1952 var der 5.056 indbyggere, hvoraf der var nogenlunde lige mange rumænere og ungarere. Mange af de Sathmarer Swabere (de) der bor her, har kaldt sig ungarere; assimilationsprocessen var meget mere intens her end i Banat i det sydvestlige Rumænien.
Ruinen af slottet kan stadig ses.